# Saint-Julien-en-Born
 Saint-Julien-en-Born  (en occitano Sent Julian de Bòrn) es una población y comuna francesa, situada en la región de Aquitania, departamento de Landas, en el distrito de Dax y cantón de Castets . Limita al norte con Mimizan y Bias , al este con Mézos , al sur con Lit-et-Mixe y al oeste con el océano Atlántico (playa vigilada de Contis) . El Vignac o Courant de Contis vierte sus aguas en el océano Atlántico en Contis .

## Demografía
| 1245 | 1232 | 1217 | 1187 | 1285 | 1316 |
| Para los censos de 1962 a 1999 la población legal corresponde a la población sin duplicidades (Fuente: INSEE [Consultar]) |      |      |      |      |      |